# 덴마크의 역사
덴마크의 역사는 유럽 북부의 스칸디나비아반도에서 형성된 고대 사회로 거슬러 올라간다. 기원전부터 이 지역에는 게르만계 부족들이 거주했으며, 이후 중세 시기에 강력한 바이킹 문화가 발전하였다. 덴마크는 8세기부터 11세기까지 바이킹 시대를 경험하였으며, 당시 바이킹들은 유럽 각지로 원정을 떠나 무역과 정복 활동을 활발히 전개하였다.
덴마크 왕국은 10세기 무렵 하랄드 블로탄 왕에 의해 기독교를 받아들이면서 국가적 통합을 이루었다. 이후 덴마크는 중세 유럽에서 중요한 해상 강국으로 자리 잡았으며, 1397년에는 노르웨이와 스웨덴을 포함한 칼마르 동맹을 형성하였다. 이 동맹은 스칸디나비아 지역의 정치적 통합을 이루려는 시도였으나, 16세기 초반 스웨덴이 독립하면서 결국 해체되었다.
근대에 들어 덴마크는 점차 주변 국가들과의 경쟁에서 밀려나며 영토를 축소해 나갔다. 19세기에는 독일과의 전쟁에서 패배하여 슐레스비히-홀슈타인 지역을 상실하였고, 이후 중립적인 외교 정책을 유지하였다. 제2차 세계대전 당시 덴마크는 나치 독일의 점령을 받았고, 곧 독립을 되찾았다.
현대의 덴마크는 입헌군주제를 유지하면서도 민주주의 체제를 확립한 국가로 발전하였다. 20세기 중반부터는 복지 국가 모델을 확립하며 높은 삶의 질과 경제적 안정성을 확보하였다. 현재 덴마크는 유럽연합의 일원이지만, 자국 통화인 크로네를 유지하며 독립적인 경제 정책을 펼치고 있다.

## 선사 시대
현재의 덴마크 지역에 인류가 최초로 거주한 시기는 약 20만년 전이며, 약 5만년 전경 빙하가 북쪽으로 이동, 광범위한 툰드라 지대가 형성되면서 순록을 사냥하는 유목민들이 정착했던 것으로 추정된다. 그 후 구·신석기 시대(BC 9500년-BC 1500년), 청동기 시대(BC 1500년-BC 400년) 및 철기 시대(BC 400년 이후)를 거친 후, AD 500년경에 농경을 주로 하는 앵글족 및 유트족이 처음으로 집단 부락을 형성하였다.

## 고대

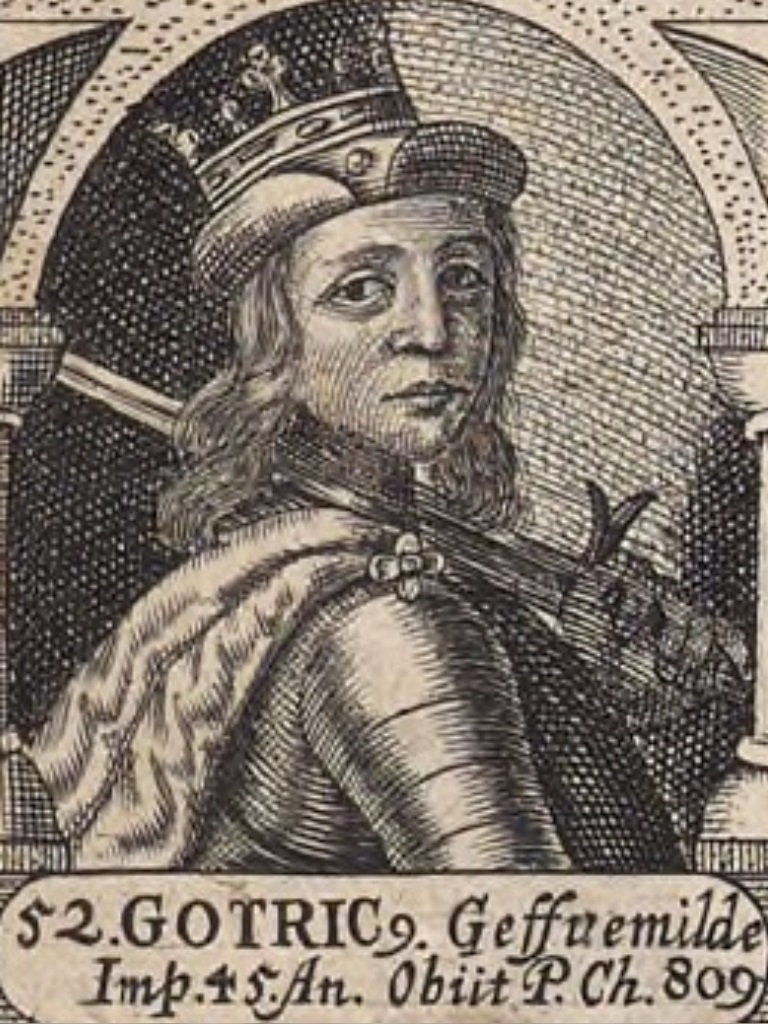
1670년 묘사된 구드프레드

고대부터 윌란반도에는 데인족이 살고 있었다. 카롤루스 마그누스가 북진 정책을 펴면서 데인족은 서유럽 세계에 그 존재가 알려졌는데, 데인족을 이끌던 구드프레드는 810년 카롤루스의 침입을 성공적으로 방어하면서 독립을 유지했다. 811년 프랑크 왕국과 아이더 강을 국경으로 하는 합의가 이루어졌다. 바이킹의 해상원정은 8세기 말부터 시작되었다.

## 국가형성기 (바이킹 시대)
6세기부터 10세기 사이에 바이킹이 윌란반도를 중심으로 원시 왕정 국가를 형성하기 시작했다. 바이킹은 스웨덴 남부, 영국 동부, 심지어 지중해 연안까지 진출했으며, 특히 9세기 경에는 영국 북부 지역을 점령하기도 하였다.
826년에 최초로 기독교가 전래되어, 이외링 지역에서 일어난 왕가는 970년께 하랄드 블라톤(Harald Blåtand) 왕 치하에서 덴마크를 완전히 기독교화하였고, 1014년경 그 아들인 스벤 왕이 잉글랜드를 정복하고 잉글랜드 왕을 겸하였다. 하랄 왕의 차남 크누드 1세(카누트 대왕)가 1016년에 잉글란드 왕위에 올랐고 1018년에는 덴마크 왕을 겸하였으며, 1028년에는 노르웨이 왕으로 추대되어 '북해 제국(앵글로 스칸디나비아 대제국)'을 구축하기에 이르렀다.
크누드가 세상을 떠나자 북해 제국은 와해되고, 덴마크는 다시 스칸디나비아의 한 세력으로 전락하였으나, 크누드의 조카 스벤 2세에 의해 로마교회와 밀접한 관계를 가지는 신 덴마크 왕국이 건설되었다. 스벤 2세가 죽은 뒤, 1074년부터 1134년까지 스벤 2세의 다섯 아들이 차례로 왕위에 올랐고, 그 동안에 한때 앵글로색슨의 세력하에 있던 덴마크 교회는 다시 함부르크의 세력하에 들어갔다가 1104년경 룬드를 대주교구로 한 독자의 국교회를 가지게 되었다.
그러나 1134년 이후, 다시 교회와 국가의 분열 및 국내분쟁이 지속되다가, 1157년 발데마르 1세(재위 1157∼1182)가 일어나서 국내를 통일하고 발데마르 왕조를 일으켰다. 발데마르 1세는 군사력을 재편성하여 독일에 대항하고 발트해의 슬라브 세력과 싸웠는데, 그 때 슬라브인의 침입에 대비하여 셸란섬에 구축한 성채가 오늘날의 코펜하겐의 기원이 되었다.
발데마르 2세 때 정치적·경제적 발전이 촉진되었으나, 그가 죽자 다시 왕·교회·귀족 사이에 내분이 일어나서 왕권이 약화되고, 또 같은 시대에 발트해의 지배 및 슐레스비히의 영유권을 둘러싸고 스웨덴·노르웨이·한자동맹 세력과의 항쟁이 지속되어 왕국의 약체화를 가져왔다.
발데마르 4세가 죽은 뒤, 발데마르의 딸 마르그레테 1세와 그녀의 남편, 즉 노르웨이의 왕이자 스웨덴의 왕위 계승자인 노르웨이의 호콘 6세의 아들인 올라프 2세(재위 1375∼87)가 왕위에 오르자 마르그레테가 섭정이 되어 실질적인 통치권을 행사해오다가 호콘 6세, 올라프 2세의 사후인 1387년 덴마크 및 노르웨이의 군주로 승인받았다.
마르그레테는 다시 1389년 스웨덴왕을 겸하게 되었다. 이와 같은 동군연합 형태의 3왕국의 통합은 1397년의 이른바 칼마르 동맹에 의해 정식으로 승인되었다. 1448년 덴마크의 왕조는 올덴부르크가로 바뀌었으나 칼마르 동맹은 그대로 유지되었다.

## 근세
1520년 크리스티안 2세가 독립을 요구하던 스웨덴과 전쟁을 벌여 스텐 스투레 덴 윙레(Sten Sture den yngre, 연소자 스텐 스투레) 일파를 격파했다. 스톡홀름에 입성한 덴마크군은 스톡홀름 피바다 사건을 일으켜 분리주의자들을 제거했다. 그러나 스웨덴은 다시 봉기하여 스웨덴 해방 전쟁을 일으켰다. 스웨덴이 독립을 이룩하면서 1523년 칼마르 동맹은 해체되었다. 덴마크의 종교 개혁은 크리스티안 3세에 의해 추진되어 루터교가 받아들여졌다. 한편 그 무렵에 노르웨이는 자치 운동이 완전히 봉쇄당한 채 사실상 덴마크의 속국이 되어버렸다.
크리스티안 3세 때는 원로원 등 귀족 세력의 강화를 바탕으로 해서 경제의 발전 및 학자의 배출 등 국가 번영의 기운을 보였으나, 그 후 프레데리크 2세 때 발트 해의 주도권을 놓고 덴마크·스웨덴·폴란드·뤼베크 사이에 ‘북방 7년 전쟁’이 일어났고, 크리스티안 4세 때는 2차에 걸친 스웨덴과의 싸움으로 국토의 손실과 국력의 쇠퇴를 가져왔다. 1660년 프레데리크 3세는 귀족 세력과 대립하는 도시 부르주아 및 루터교 성직자와 결합하여 왕위의 세습제를 승인받고, 1665년에는 국왕의 절대주권을 승인받아 절대군주제를 확립하였다.

## 근대
1770년 12월 독일 할레 출신의 외과의사이자 국왕의 주치의였던 요한 프리드리히 슈트루엔제가 정권을 장악했다. 계몽주의 사상에 동조한 그는 고아원을 설립하고 고문을 폐지하며 사형 집행을 축소하는 등의 개혁 정책을 펼쳤지만 보수적인 귀족층의 반발을 샀다. 1771년 1월에 그는 체포 후 참수되었다.
1788년 농노제가 폐지되고, 1797년 자유무역의 원칙에 입각한 관세법이 성립되어 덴마크의 경제가 활력을 얻었다. 나폴레옹 전쟁에서 영국 함대의 공격을 받고 나폴레옹 편에 서게 된 덴마크는 영국·러시아·스웨덴 등 동맹국과 싸운 끝에, 1814년의 킬 조약에 의해 노르웨이를 스웨덴에 할양하고 4세기에 걸친 노르웨이 지배에 종지부를 찍었다. 그리하여 덴마크의 영토는 현재의 덴마크와 아이슬란드, 페로 제도, 그린란드로 국한되었다.

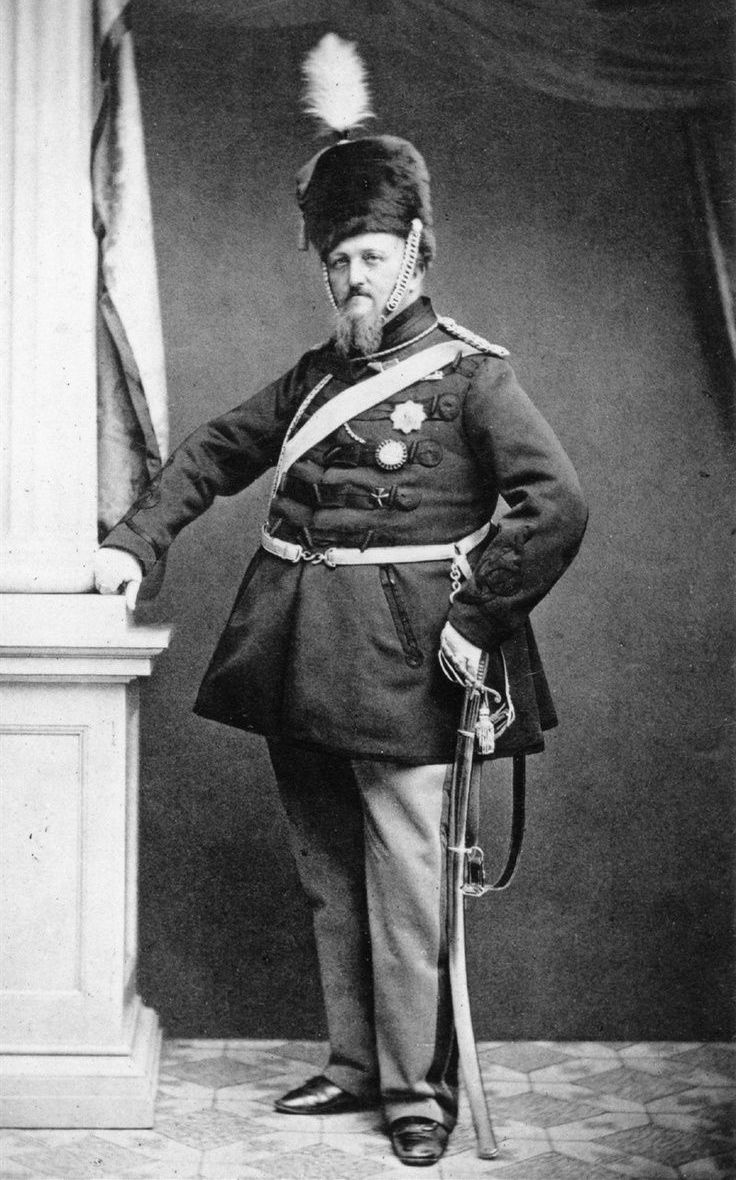
프레데리크 7세

1848년 프레데리크 7세가 왕위에 올랐다. 이듬해인 1849년 그는 자유주의자들의 요구를 수용해 헌법을 반포, 덴마크의 정체를 전제군주제에서 입헌군주제로 바꿨다.
국내적으로는 프레데리크 7세의 절대왕정이 비판의 대상이 되고, 1842년에는 입헌적 대의 정치를 주장하는 국민자유당이 결성되었다. 1864년 프로이센과의 제2차 슐레스비히 전쟁에서 패배하여 홀스텐(홀슈타인)과 슬레스비(슐레스비히)를 상실했으나, 독일 제국이 제1차 세계 대전에서 패전하면서 베르사유 조약에 의해 1920년 북슐레스비히를 수복하였다.

## 현대
제1차 세계 대전 당시에는 중립을 지켰으나 독일 바로 근처였기 때문에 민간인 상선들이 독일 잠수함에 격침되었다. 제2차 세계 대전 중에 나치 독일에게 점령되어 1944년까지 고초를 겪었다. 덴마크에 사는 사람들 중 유대인들이 독일군에게 끌려갔으나 중앙유럽 국가들에 비하면 비율이 미미하였다. 또한, 전쟁 중에는 그들에게 필요한 물자를 독일군들이 빼앗았다. 1945년 5월에 덴마크 전체가 연합군에 의하여 해방되었다. 1944년에는 덴마크의 영토였던 아이슬란드가 독립하게 되었다.

## 같이 보기
- 덴마크의 군주 목록
- 덴마크의 정치